# Santa Croce in Gerusalemme (Rom)
Die Basilica Santa Croce in Gerusalemme (lateinisch Basilica Sanctae Crucis in Hierusalem, Basilika des Heiligen Kreuzes in Jerusalem) ist eine der sieben Pilgerkirchen. Bedeutung hat sie vor allem wegen verschiedener hier aufbewahrter Kreuzreliquien, von denen sich auch das Patrozinium der Kirche ableitet. Als Titelkirche wird ihr ein Kardinalpriester zugeteilt. Seit 2017 ist dies Juan José Kardinal Omella Omella.

## Geschichte
Vom Anfang des 12. Jahrhunderts bis zum 16. Jahrhundert war der Kirche ein Kartäuserkloster angeschlossen. Seit 1561 lebten hier zur Betreuung der Pfarrei Zisterzienser, zuletzt der Kongregation San Bernardo d’Italia. Unter den letzten Äbten sind bekannt: Famiano Bianchi (* 17. Oktober 1919; † 3. August 2012), Abt ab 1966, sowie Simone Fioraso, Abt von 2005 bis 2009.
Nach einer Apostolischen Visitation wurde die Abtei im März 2011 per Dekret der Ordenskongregation aufgehoben. Haus und Basilika wurden dem Vikariat Rom übergeben.

## Baugeschichte
Die Kirche liegt weniger als 1 km östlich vom Lateran an der Aurelianischen Mauer. Direkt daneben liegen die Überreste des Amphitheatrum Castrense, das unter Kaiser Trajan oder Kaiser Septimius Severus erbaut wurde und unter Kaiser Aurelian (270–275) ab 271 als Bastion in die Mauer einbezogen wurde. Eine daneben liegende Villa der Familie der Varii vom Ende des 2. Jahrhunderts n. Chr. wurde unter Kaiser Elagabal und seinem Nachfolger Alexander Severus (222–235 n. Chr.) zu einem kaiserlichen Palastbau, dem Sessorium, umgebaut. 
Zu Beginn des 4. Jahrhunderts wurde die Anlage zur Residenz von Helena, der Mutter Konstantins. Drei Inschriften, die in der Nähe der Basilika St. Croce entdeckt wurden, belegen, dass sie ihn bewohnte. Beispielsweise erinnert eine der Inschriften an den Wiederaufbau der durch ein Feuer zerstörten öffentlichen Bäder nahe dem Palast, die schon vor dem Jahr 325 Thermae Helenae genannt wurden. Um 330 wurde die aula regia, ein großer rechteckiger Saal des Palastes mit einer Länge von 36 Metern und einer Breite von 22 Metern, in eine christliche Basilika umgewandelt (der Liber Pontificalis schreibt die Umwandlung direkt Konstantin zu). Hier wurden nach christlicher Überlieferung in einer Kapelle die Reliquien aufbewahrt, die Helena aus Jerusalem mitgebracht hatte.
Unter dem Kardinalpriester Gerardus, dem späteren Papst Lucius II., wurde die Kirche im 12. Jahrhundert umgebaut und mit einem Kirchturm versehen. Dabei wird er die eine Hälfte des Kreuztitels (INRI) entdeckt haben, den er dann in einer Bleikassette mit seinem Siegel in einer Nische über dem Triumphbogen der Helenakapelle einmauerte – samt einem uralten Ziegel mit der Inschrift: Titulus Crucis (Die Kreuz-Inschrift). Bei Erneuerungsarbeiten an der Kirche wurde dieser Ziegel am 1. Februar 1492 versteckt unter dem Verputz entdeckt. Während der Renaissance und des Barock (15.–18. Jahrhundert) wurden weitere Umbauten vorgenommen, die das ursprüngliche Erscheinungsbild der Kirche fast völlig zerstörten. Jedoch sind Fresken der alten Kirche heute in einem Museum ausgestellt.

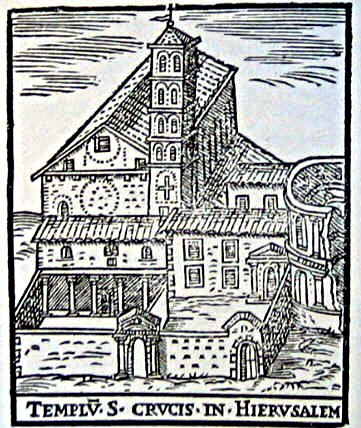
1588
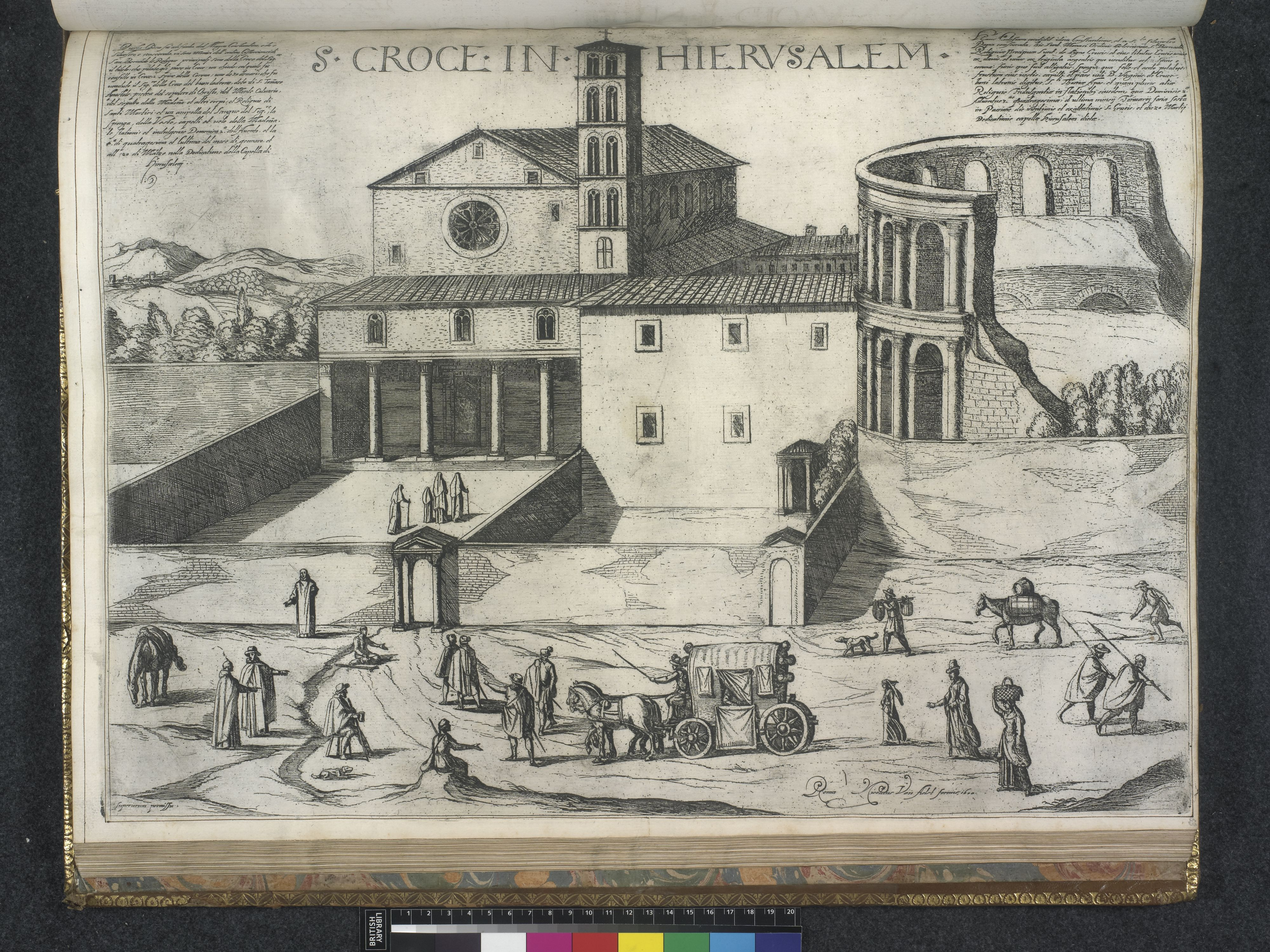
Zustand vor der neuen Fassade
Anfang 17. Jh.

An der im 18. Jahrhundert errichteten Fassade der Kirche fällt das Wechselspiel konkaver und konvexer Linien auf. Die Architekten, von Borromini inspiriert, aber schon vom Rokoko beeinflusst, waren Domenico Gregorini und Pietro Passalacqua. Auf dem Dach stehen Statuen der Kaiserin Helena mit dem Kreuz (ganz links) und ihres Sohnes Konstantin (ganz rechts). Von den antiken Granitsäulen im Inneren der Kirche sind nur noch acht sichtbar; die anderen wurden mit barocken Pfeilern umhüllt. Erhalten geblieben sind der Kosmaten-Fußboden aus dem 12. Jahrhundert sowie das 1490 entstandene Fresko in der Apsis, das Antoniazzo Romano zugeschrieben wird; es stellt das Auffinden des Heiligen Kreuzes und darüber den segnenden Christus dar.

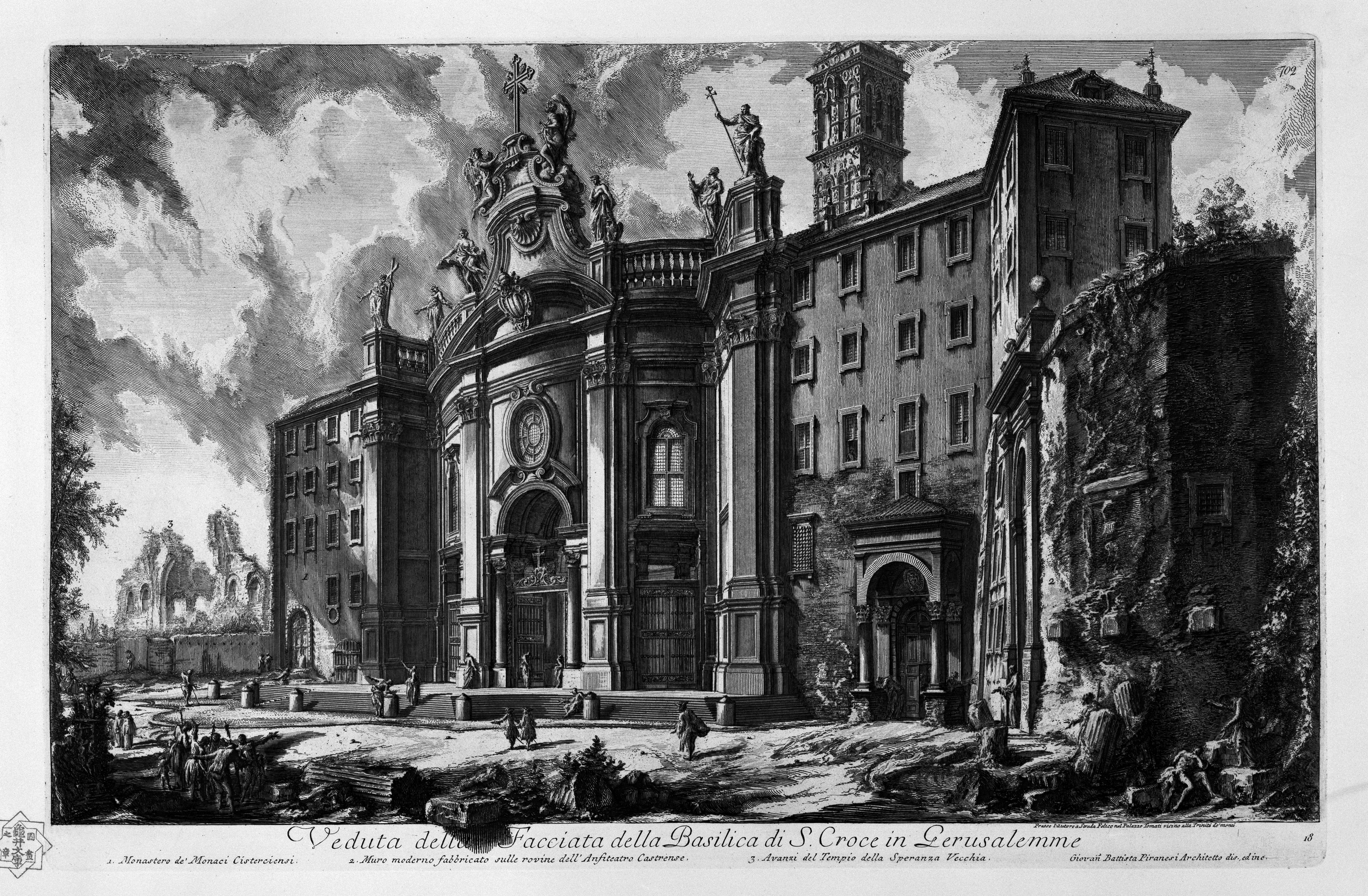
Mitte 18. Jh. (Piranesi)
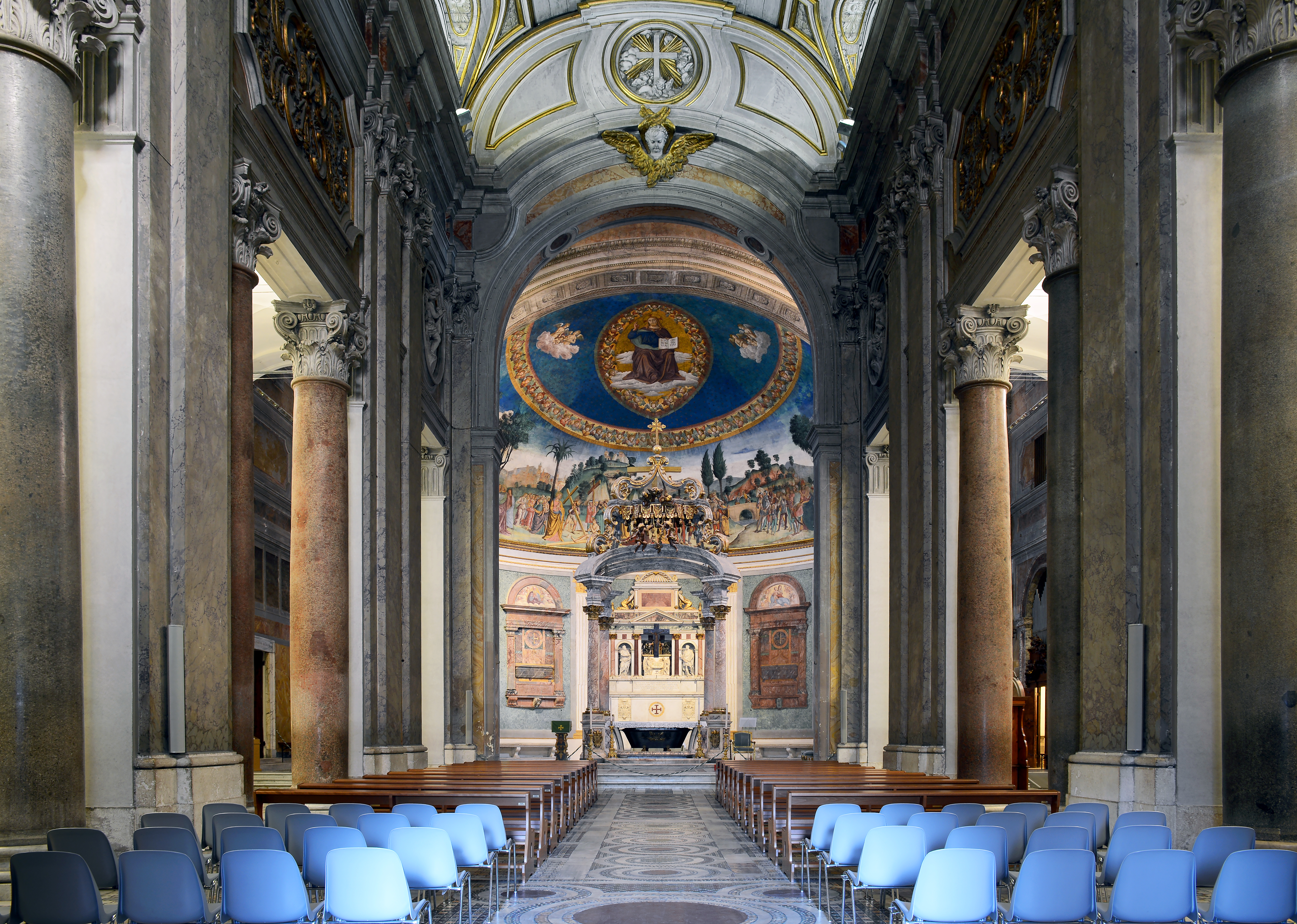
Kirchenschiff und Apsis
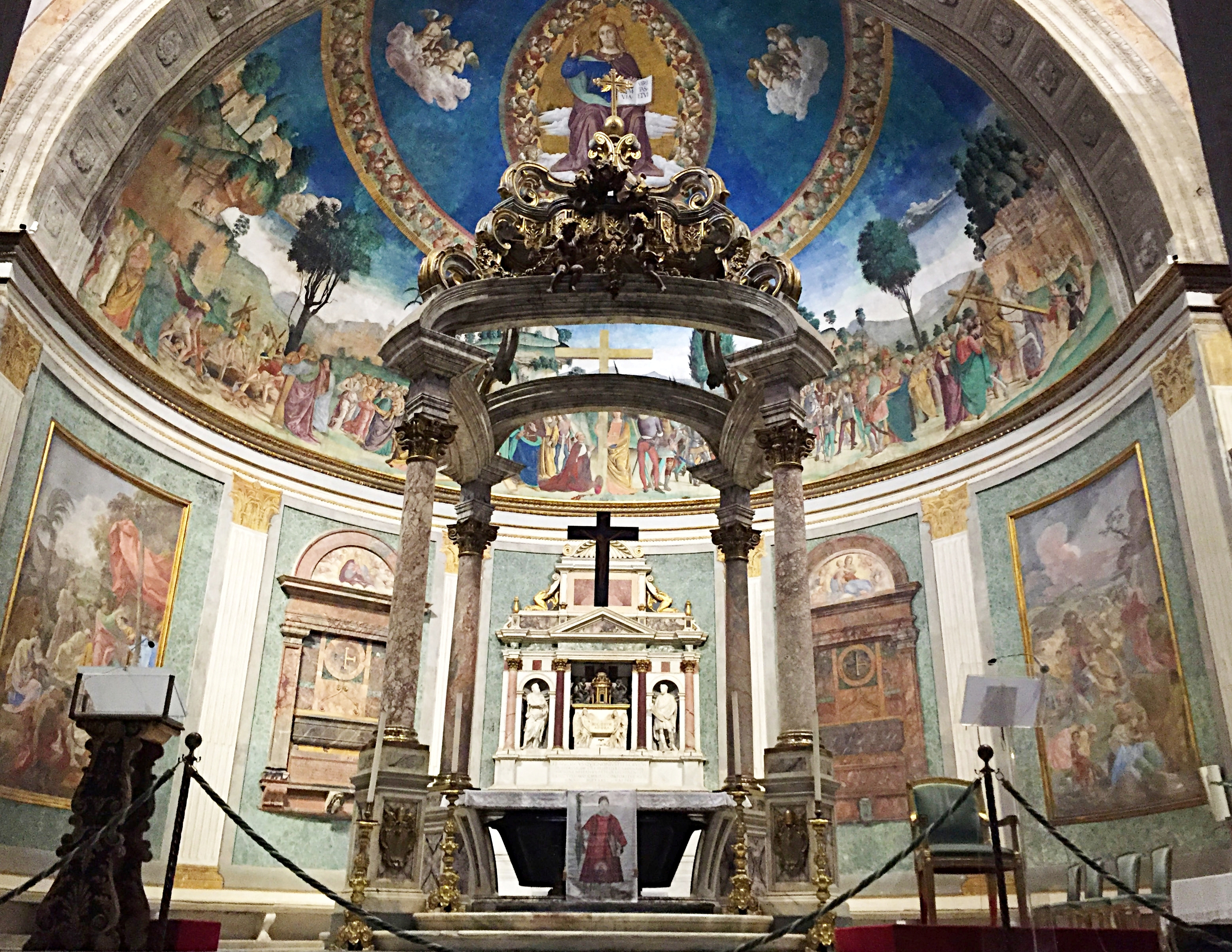
Hauptaltar
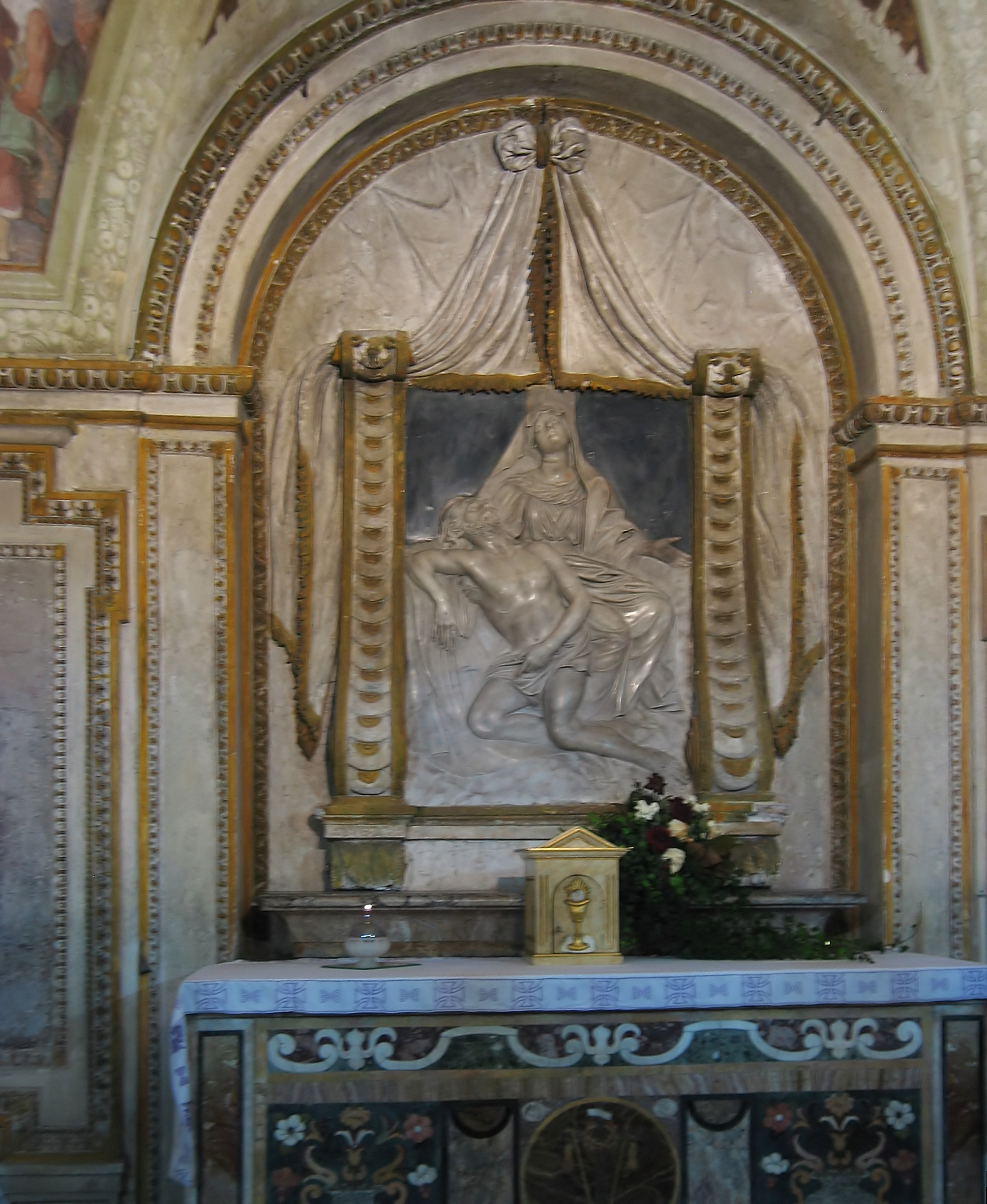
Pietà über dem Altar
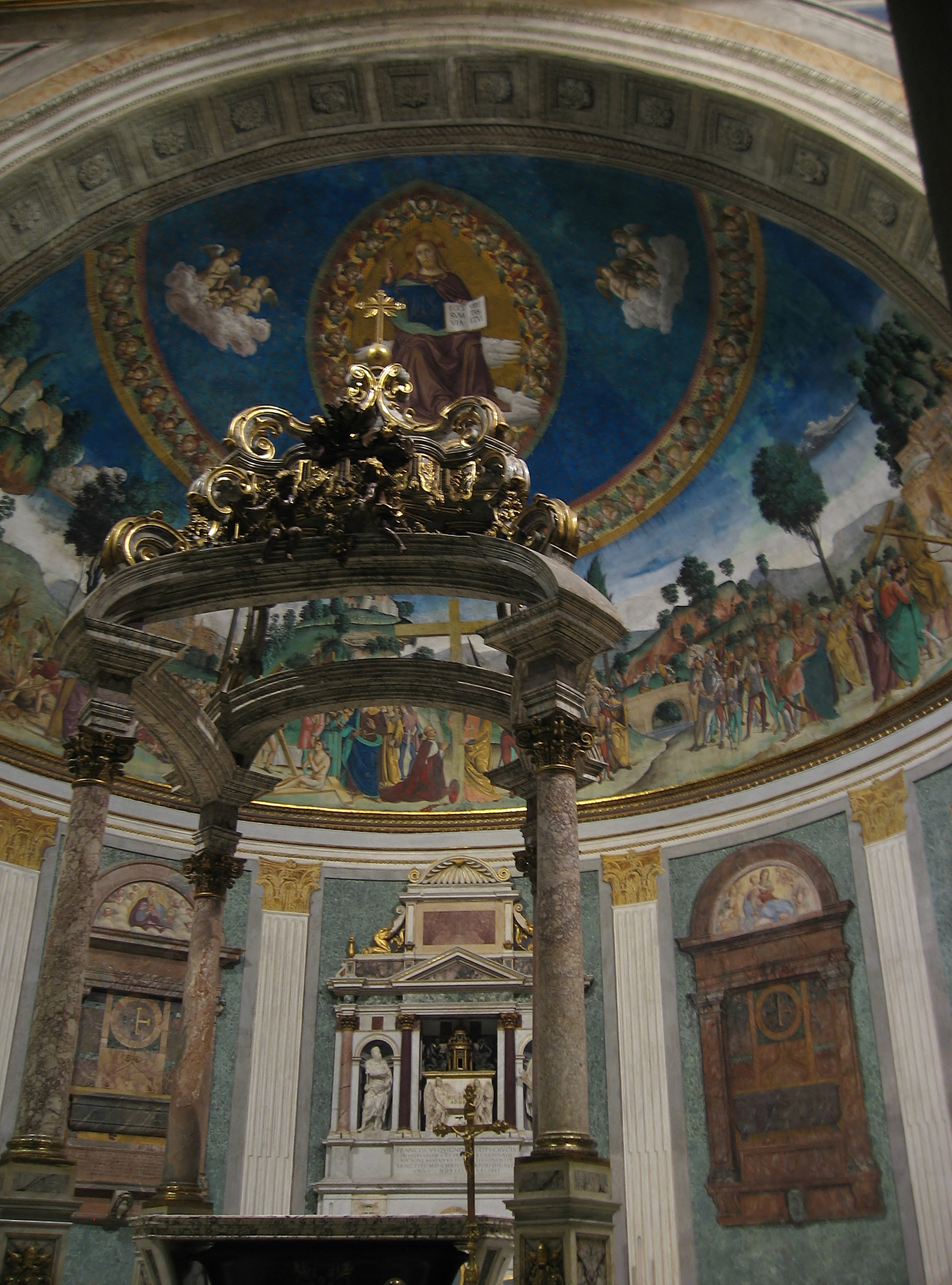
Apsis mit Fresko
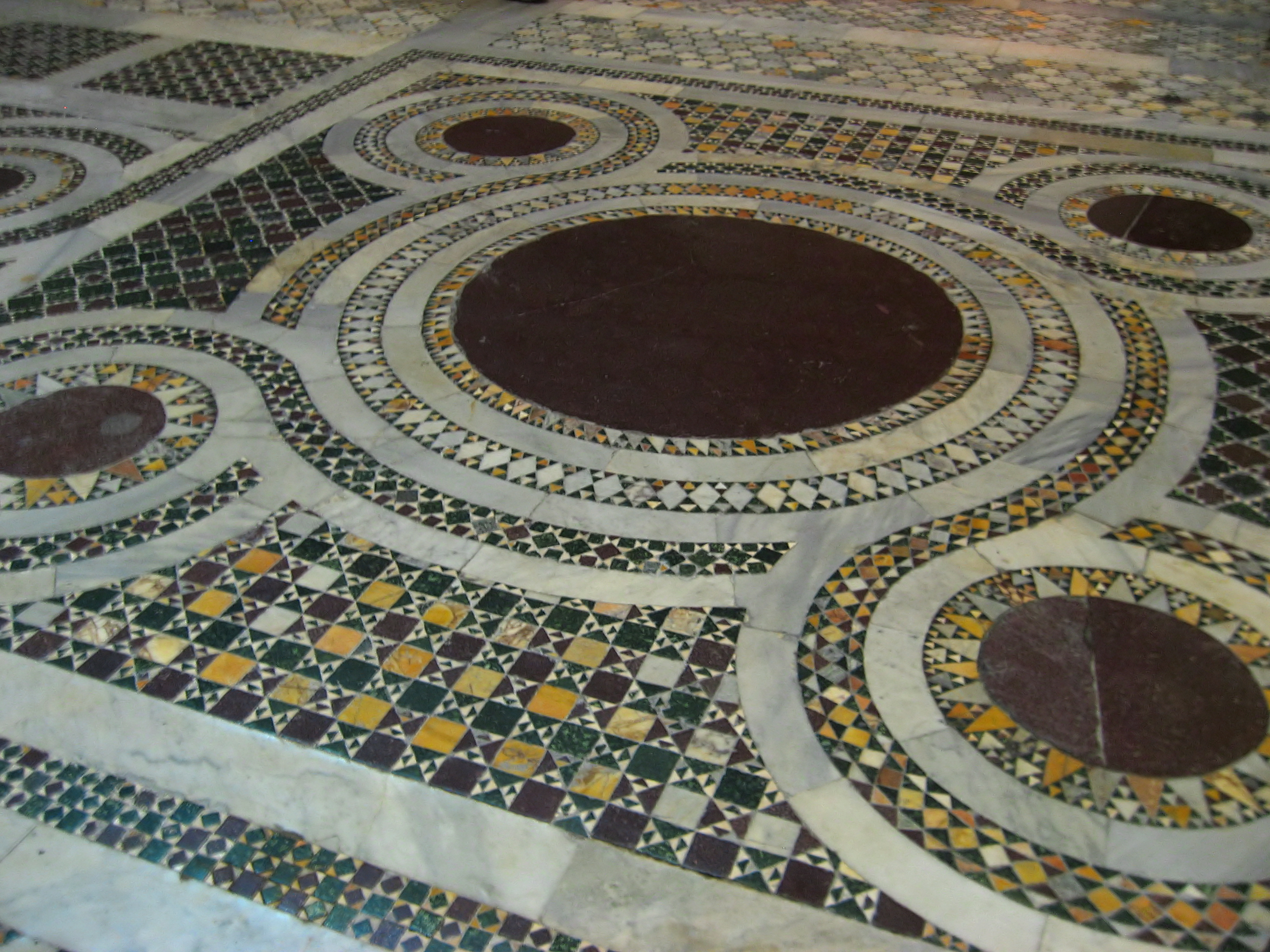
Kosmatenmosaik

## Kunstwerke und Reliquien
Der Umbau des Palastsaales zur Kirche wurde vorgenommen, um eine Reihe von christlichen Reliquien aus dem Umfeld der Kreuzigung Jesu unterzubringen. Unter den Reliquien befinden sich Gegenstände, denen folgender Ursprung zugeschrieben wird: kleinste Teile des Kreuzes Christi selbst (das große Holzstück des Heiligen Kreuzes im Vatikan wurde aus Santa Croce in Gerusalemme im Jahr 1629 in den Petersdom gebracht), ein Querbalken eines der Schächerkreuze, zwei Dornen der Dornenkrone, ein Heiliger Nagel vom Kreuz Christi und die Hälfte des Kreuzestitulus, der ursprünglich in einen Mauerbogen der Helenakapelle versteckt eingebettet und mit einem Stein mit der Aufschrift Titulus Crucis gekennzeichnet war. Diese Reliquien wurden einer Legende nach von Kaiserin Helena aus dem Heiligen Land mitgebracht.
Eine weitere große Reliquie ist die heute verborgen im Museum der Kirche stehende Mosaikikone aus dem 14. Jahrhundert, die angeblich Papst Gregor der Große nach einer Erscheinung Christi habe anfertigen lassen. Sie ist in einen Holzrahmen eingebunden, der unzählige kleine Fächer für Reliquien aufweist. Vielfach wird die Ikone in Zusammenhang mit dem spätmittelalterlichen Bildtypus der Gregorsmesse in Verbindung gebracht.
Die sterblichen Überreste des sechsjährig gestorbenen Mädchens Antonietta Meo, genannt Nennolina, wurden 1999 in die Kirche überführt und es wurde für sie ein eigener Gedenkraum eingerichtet.

## Name
Innerhalb der Kirche befindet sich die sogenannte Helenakapelle, deren Boden mit Erde aus dem Heiligen Land bedeckt gewesen sein soll. Deshalb wurde diese Grundfläche zu Heiligem Land umgeschrieben, was der Kirche auch ihren merkwürdigen Namen In Gerusalemme gab. Im Jahr 1520/1521 ließ Kardinal Bernardino López de Carvajal, der später in der Kirche bestattet wurde, eine Inschrift im Eingangsbereich der Kirche anbringen, die den Sachverhalt folgendermaßen erläutert: [...] TERRAQUE SANCTI MONTIS CALVARIAE NAVI INDE ADVECTA, SUPRA QUAM CHRISTI SANGUIS EFFUSUS FUIT, REDEMPTIONIS HUMANAE PRECIUM, CUIUSQUE VIGORE IN CELESTEM HIERUSALEM MORTALIBUS ADITUS PATUIT, AD PRIMUM USQUE INFERIOREM FORNICEM REPLEVERIT, EX QUO SACELLUM IPSUM ET TOTA BASILICA AC UNIVERSA URBS SECUNDA HERUSALEM MERUIT APPELLARI. („Und <so dass> Erde vom heiligen Kalvarienberg, die per Schiff von dort herbei transportiert worden war und über die sich das Blut Christi ergossen hat, der Preis für die Erlösung der Menschen, durch dessen Wirkmacht den Sterblichen der Zugang zum himmlischen Jerusalem offenstand, das untere Gewölbe bis hoch zum ersten anfüllte, weshalb die Kapelle selbst und die ganze Basilika und die ganze Stadt es verdiente, als zweites Jerusalem benannt zu werden.“). Die wohl ebenfalls aus dem 16. Jahrhundert stammende Inschrift in der Helenakapelle fasst dieselbe Mitteilung knapper zusammen: HIC TELLUS SAMCTAE (sic!) CALVARIE SOLIME AB BEATA HELENA IN INFERIOREM FORNICEM DEMISSA SERVATA EST, ATQ(UE) INDE NOMEN HIERUSALEM CAPELLE INDITUM („Hier wird die Erde vom heiligen Kalvarienberg von Jerusalem, die von der seligen Helena im unteren Gewölbe ausgebreitet wurde, aufbewahrt, und daher wurde der Kapelle der Name Jerusalem gegeben.“). Das Buch der Päpste, der Liber Pontificalis, schreibt in der Chronik des Papstes Silvester I.: „Kaiser Konstantin errichtete im Sessorianischen Palast eine Basilika, in der er Teile vom heiligen Kreuz unseres Herrn Jesus Christus in einem mit Edelsteinen verzierten Goldschrein verwahrte, wo er auch den Namen der Kirche weihte, die man bis zum heutigen Tag als Jerusalem kennt.“
Spätmittelalterlichen Pilgerführern galt diese Kapelle als so heilig, dass sie von Frauen nicht betreten werden durfte, was auch für die lateranische Palastkapelle Sancta Sanctorum galt.

## Gärten
Die Ringmauer des sogenannten Amphitheatrum Castrense umfasst das Grundstück, in dem Zisterzienser den prächtigen botanischen Garten mit Gemüsegarten angelegt haben.